# عبد الغني مزودي
عبد الغني مزودي من مواليد 6 ديسمبر/كانون الأول 1972 في مراكش بالمغرب هو أحد أعضاء تنظيم القاعدة ويُعدّ المساعد الأول لمحمد عطا أحد المُشاركين في هجمات 11 أيلول/سبتمبر.

## السيرة الذاتيّة
بحلول عام 1999؛ انضمَ مزودي لخليّة هامبورغ وهناك التقى بعطا وتبادلَا المعارف. بعد إلقاءِ القبض عليه؛ فشلت السلطات الألمانية في تحديدِ دوره في أيّ من الهجمات التي اتُهمَ بالتخطيطِ لها أو ارتكابها كما تبيّن أنه لم يُحاول دخول الولايات المتحدة في أي وقت سابق. حوكمَ عبد الغني مزودي في ألمانيا جنبًا إلى جنب مع منير المتصدق بتهم تتعلق بهجمات الحادي عشر من سبتمبر. خِلال المُحاكمة؛ ادّعى رمزي بن الشيبة الذي كان يُحاكم في الولايات المتحدة وأحد العقول المدبرة لتلكَ الهجمات أنّه قادر على الإدلاء بتصريحات تفضي إلى براءة الاثنان ما دفع بوزارة العدل في ألمانيا إلى الضغطِ على الولايات المتحدة من أجل تسليمها بن الشيبة مؤقتًا أو السماح له بالإدلاء بأقاويلهِ على الأقل لكنّ الأمريكان رفضوا ذلك. في حزيران/يونيو 2005؛ أيّدت محكمة الاستئناف الألمانيّة حُكمَ البراءة على عبد الغني لعدم كفاية الأدلة فيمّا سعت وزارة الداخلية الاتحاديّة إلى ترحيل مزودي في حين أصرّ فريق الدفاع على طلب اللجوء. تمّ ترحيل مزودي في نهاية المطاف إلى المغرب وهوَ يعيشُ هناك كرجل حر.